# 河野純一
河野 純一（こうの じゅんいち、1947年11月19日 - ）は、日本のドイツ語・ドイツ文学者、横浜市立大学名誉教授。
専門は、ヨーロッパ都市文化論、ウィーン方言論。

## 経歴
横浜市生まれ。聖光学院中学校・高等学校卒業。 1970年横浜市立大学文理学部文科卒業。1972年東京外国語大学大学院修士課程修了。
1972年東京外国語大学特設日本語学科非常勤講師。1973年玉川大学専任講師。1977年横浜市立大学助教授。1987年ウィーン大学客員教授。1990年横浜市立大学教授。2013年横浜市立大学定年退職。2013年横浜市立大学名誉教授。
2017年中央学院大学教授。2018年 - 2021年 中央学院大学特任教授。

## 著書
- 『ウィーン 音楽の四季』　音楽之友社 1994年 ISBN 978-4276211445
- 『ウィーン 路地裏の風景』　音楽之友社 1995年 ISBN 978-4276211452
- 『横顔のウィーン』  音楽之友社 1999年 ISBN 978-4276211513
- 『ウィーンのドイツ語』　八潮出版社 2006年 ISBN 978-4896501100
- 『ハプスブルク三都物語』　中公新書 2009年 ISBN 978-4121020321[7]
- 『ウィーン遺聞』  同学社 2015年 ISBN 978-4810203073
- 『不思議なウィーン－街を読み解く１００のこと－』　平凡社 2016年 ISBN 978-4582837377[8]

### 共著
- 『ウィーン－知られざる世紀末』　京都書院 1989年 ISBN 978-4763680686
- 『ウィーン 性のワルツ』（20 世紀・都市と思想シリーズ）パルコ出版局 1993年 ISBN 978-4891943394
- 『オーストリア文学小百科』　水声社 2004年 ISBN 978-4891764968
- 『ハプスブルク事典』丸善出版 2023年 ISBN 978-4621306819

### 共編書
- 『プログレッシブ独和辞典』　小学館 1994年 ISBN 978-4095150222
- 『ドイツ言語学辞典』  紀伊國屋書店 1994年 ISBN 978-4314005708
- 『独和中辞典』　研究社 1996年 ISBN 978-4767440200

### 主な翻訳
- ヨーゼフ・マンシャル「レーオポルトとヴォルフガング」　『モーツァルト全集』（第6巻～第11巻所収） 小学館　1991年～1992年

第 6 巻「息子への啓蒙的影響」1991年11月 ISBN 978-4096110065
第 7 巻「政治と人間、個人と社会の葛藤」1992年1月 ISBN 978-4096110072
第 8 巻「啓蒙的批判と術策」1992年3月 ISBN 978-4096110089
第 9 巻「モーツァルト父子の啓蒙的批判」1992年5月 ISBN 978-4096110096
第 10 巻「自己の展開と友情」1992年7月 ISBN 978-4096110102
第 11 巻「新たな『社会』とレーオポルト」1992年9月 ISBN 978-4096110119
- グスタフ・オフュルス『回想のブラームス』 横浜市立大学論叢 第55巻社会科学系列第3号 193頁～235頁 2004年3月 ISSN 0911-7725
- オットー・ビーバ「グスタフ・マーラー－初演への不安」日本ウィーン・フィルハーモニー友の会会報第52号 16頁～20頁 2002年6月
- オットー・ビーバ「ヴォルフガング・シュナイダーハン追悼」日本ウィーン・フィルハーモニー友の会会報第53号 11頁～16頁 2002年9月
- オットー・ビーバ「ウィーンのヴァイオリンとヴァイオリン演奏」日本ウィーン・フィルハーモニー友の会会報第81号 20頁～28頁 2011年7月
- オットー・ビーバ「ウィーン・フィルハーモニー175年 歴史の中の記録文書から」日本ウィーン・フィルハーモニー友の会会報第100号 18頁～31頁 2017年11月
- オットー・ビーバ「疫病の時代の音楽」日本ウィーン・フィルハーモニー友の会会報第109号 11頁 2020年12月

## 参考
- J-GLOBAL
- researchmap
- 「独検コラム」Nr.24ドイツ語圏 (13) オーストリア (11)
- 『月刊ウィーン』（ウィーン知らなくてもいい話）